# Alfons-Bokalen
Alfons-Bokalen är ett pris som belönar föredömliga insatser inom barnkulturen och instiftades 1992 av författaren Gunilla Bergström och bokförlaget Rabén & Sjögren, vid tjugoårsjubileet av den första boken om Alfons Åberg. Priset består av en statyett och en prissumma à 25 000 kronor.
Juryn bestod år 2023  av Pål Andersson (Gunilla Bergströms son), Tomas Alfredson, Sofia Hahr (Gunilla Bergströms förläggare och redaktör på Rabén & Sjögren) samt fjolårets pristagare. Priset delades ut på Bokmässan i Göteborg.
| År   | Pristagare                               | Kommentar |
| ---- | ---------------------------------------- | --- |
| 1992 | Suzanne Osten                            | För hennes inspirerande och föredömliga arbete inom barnkulturen. |
| 1995 | Erik Haag                                | För hans insatser i TV 2:s Sommarlov. |
| 1997 | Thomas Tidholm och Anders Alnemark       | För teaterföreställningen Tuppen Ja. |
| 2002 | Pytte Ravn                               | För barn-tv-serien Anki & Pytte. |
| 2008 | Tobbe Trollkarl                          | För att med värme och humor väcka tusentals unga att se magi, fantasi och lek som värdefulla element i tillvaron. |
| 2013 | Nassim Al Fakir                          | För att han ”med värme, humor och vetgirighet väcker intresset för musik och rytm hos barn från noll till nittionio”. Första gången priset utdelades på Alfons Åbergs Kulturhus.                                                                      |
| 2014 | El sistema                               | För insatsen att "öppna dörrar och samla barn till gemensamt musikskapande över kulturer och gränser – till glädje och utveckling i Alfons Åbergs anda”.                                                                                              |
| 2017 | Ayla Kabaca                              | "För strålande förmåga att leda och entusiasmera en stor barnpublik till medskapande i musik, lek och rörelser med egen kraft och glädje - utan pekpinnar och helt i Alfons anda - som ständigt bevisas i många medier och vid levande musikprogram". |
| 2022 | Marlen Eskander och Läsfrämjarinstitutet | "För ett strålande arbete med att bjuda in barn till medskapande genom teater, litteratur, språk och fantasi - och därmed skapa magi i vardagen, helt i Alfons Åbergs och Gunilla Bergströms anda."                                                   |
| 2023 | Georg Riedel                             | "För musik utan gränsdragning mellan barnsliga eller vux-liga melodier och för mod att låta varje komponent av text och musik sammanstråla utan tillrättavisning, helt i Gunilla Bergströms anda"                                                     |